# Przedborów
Przedborów (deutsch Prezedborow, 1939–1945 Vorwalden) ist eine Ortschaft mit einem Schulzenamt der Stadt-und-Land-Gemeinde Mikstat im Powiat Ostrzeszowski der Woiwodschaft Großpolen in Polen.

## Geschichte
Erstmals urkundlich erwähnt wurde der Ort im Weluner Land der Woiwodschaft Sieradz im Jahr 1439 als Przedborow. Der Ortsname ist vom Personennamen Przedbor mit dem besitzanzeigenden Suffix -ów, früher auch -owo, oder topographisch von der Lage przed borem (vor dem Wald) abgeleitet.
Im 16. Jahrhundert war die Kirche Sitz einer Pfarrei im Dekanat Ostrzeszów des Bistums Breslau, die zwei Dörfer umfasste.
Im Zuge der Zweiten Polnischen Teilung kam der Ort 1793 an Preußen. Im 19. Jahrhundert siedelten sich einige Dutzend deutscher Protestanten im Dorf an.
Nach dem Ende des Ersten Weltkriegs kam Przedborów zur polnischen Woiwodschaft Posen. Beim Überfall auf Polen 1939 wurde das Gebiet von den Deutschen besetzt und dem Landkreis Ostrowo im Reichsgau Wartheland zugeordnet.
Von 1975 bis 1998 gehörte Przedborów zur Woiwodschaft Kalisz.